# Copa São Paulo de Futebol Júnior de 2007
A Copa São Paulo de Futebol Júnior de 2007 foi a 38ª edição da competição. A famosa "copinha" é a maior competição de juniores do Brasil, e é disputada por clubes de todo o país. Nessa edição, os 88 clubes participantes foram divididos em 22 chaves, cada uma em uma cidade paulista. O campeão de 2007, foi o Cruzeiro, após vencer nos pênaltis, o São Paulo. O jogo no tempo normal terminou 1 a 1, e nos pênaltis, o Cruzeiro venceu por 6 a 5.

## Regulamento
Disputada entre 6 e 25 de janeiro, a Copa São Paulo de Futebol Júnior de 2007 contém seis fases: primeira fase, segunda fase, oitavas-de-final, quartas-de-final, semifinal e final. A competição reúne na sua primeira fase 88 times, que serão divididos em 22 grupos, nomeados com as letras do alfabeto (de A a V, portanto). Na primeira fase as equipes se enfrentam dentro dos respectivos grupos, em turno único, classificando-se para a segunda fase os líderes de cada chave e os dez melhores colocados por índice técnico, independentemente do grupo a que pertençam.
Caso ocorra igualdade de pontos entre duas ou mais equipes, o desempate se dará de acordo com os seguintes critérios, nessa ordem:
1. Número de vitórias;
2. Saldo de gols;
3. Número de gols marcados;
4. Menor número de cartões vermelhos;
5. Menor número de cartões amarelos;
6. Confronto direto (somente no empate entre dois times)
7. Sorteio

A partir da segunda fase, a competição será disputada no sistema de eliminatórias simples. Todos os confrontos que terminarem empatados a partir desta fase serão decididos em cobranças de pênaltis.

## Primeira fase

### Grupo A (São José do Rio Preto)
| Estádio Benedito Teixeira | Estádio Benedito Teixeira | Estádio Benedito Teixeira | Estádio Benedito Teixeira | Estádio Benedito Teixeira | Estádio Benedito Teixeira | Estádio Benedito Teixeira | Estádio Benedito Teixeira | Estádio Benedito Teixeira | Estádio Benedito Teixeira |
| Time                      | Time                      | Pts                       | J                         | V                         | E                         | D                         | GP                        | GC                        | SG                        |
| ------------------------- | ------------------------- | ------------------------- | ------------------------- | ------------------------- | ------------------------- | ------------------------- | ------------------------- | ------------------------- | ------------------------- |
| 1                         | Goiás                     | 9                         | 3                         | 3                         | 0                         | 0                         | 12                        | 2                         | 10                        |
| 2                         | América                   | 6                         | 3                         | 2                         | 0                         | 1                         | 11                        | 8                         | 3                         |
| 3                         | Barra do Garças           | 3                         | 3                         | 1                         | 0                         | 2                         | 6                         | 9                         | -3                        |
| 4                         | Rio Preto                 | 0                         | 3                         | 0                         | 0                         | 3                         | 2                         | 12                        | -10                       |

| Data  | Partida         | Partida | Partida         |
| ----- | --------------- | ------- | --------------- |
| 07/01 | América         | 5 x 3   | Barra do Garças |
| 07/01 | Goiás           | 5 x 0   | Rio Preto       |
| 10/01 | Barra do Garças | 1 x 4   | Goiás           |
| 10/01 | América         | 5 x 2   | Rio Preto       |
| 13/01 | Rio Preto       | 0 x 2   | Barra do Garças |
| 13/01 | Goiás           | 3 x 1   | América         |

### Grupo B (Ribeirão Preto)
| Estádio Dr. Palma Travassos | Estádio Dr. Palma Travassos | Estádio Dr. Palma Travassos | Estádio Dr. Palma Travassos | Estádio Dr. Palma Travassos | Estádio Dr. Palma Travassos | Estádio Dr. Palma Travassos | Estádio Dr. Palma Travassos | Estádio Dr. Palma Travassos | Estádio Dr. Palma Travassos |
| Time                        | Time                        | Pts                         | J                           | V                           | E                           | D                           | GP                          | GC                          | SG                          |
| --------------------------- | --------------------------- | --------------------------- | --------------------------- | --------------------------- | --------------------------- | --------------------------- | --------------------------- | --------------------------- | --------------------------- |
| 1                           | Atlético Mineiro            | 7                           | 3                           | 2                           | 1                           | 0                           | 11                          | 3                           | 8                           |
| 2                           | Comercial                   | 7                           | 3                           | 2                           | 1                           | 0                           | 8                           | 6                           | 2                           |
| 3                           | CENE                        | 1                           | 3                           | 0                           | 1                           | 2                           | 6                           | 10                          | -4                          |
| 4                           | XV de Piracicaba            | 1                           | 3                           | 0                           | 1                           | 2                           | 7                           | 13                          | -6                          |

| Data  | Partida          | Partida | Partida          |
| ----- | ---------------- | ------- | ---------------- |
| 07/01 | Comercial        | 4 x 3   | CENE             |
| 07/01 | Atlético-MG      | 7 x 2   | XV de Piracicaba |
| 10/01 | Comercial        | 4 x 3   | XV de Piracicaba |
| 10/01 | CENE             | 1 x 4   | Atlético-MG      |
| 14/01 | XV de Piracicaba | 2 x 2   | CENE             |
| 14/01 | Atlético-MG      | 0 x 0   | Comercial        |

### Grupo C (Lençóis Paulista)
| Estádio Archangelo Brega | Estádio Archangelo Brega | Estádio Archangelo Brega | Estádio Archangelo Brega | Estádio Archangelo Brega | Estádio Archangelo Brega | Estádio Archangelo Brega | Estádio Archangelo Brega | Estádio Archangelo Brega | Estádio Archangelo Brega |
| Time                     | Time                     | Pts                      | J                        | V                        | E                        | D                        | GP                       | GC                       | SG                       |
| ------------------------ | ------------------------ | ------------------------ | ------------------------ | ------------------------ | ------------------------ | ------------------------ | ------------------------ | ------------------------ | ------------------------ |
| 1                        | Paraná                   | 7                        | 3                        | 2                        | 1                        | 0                        | 14                       | 4                        | 10                       |
| 2                        | Lençoense                | 5                        | 3                        | 1                        | 2                        | 0                        | 7                        | 6                        | 1                        |
| 3                        | Santo André              | 3                        | 3                        | 1                        | 0                        | 2                        | 6                        | 7                        | -1                       |
| 4                        | Luverdense               | 1                        | 3                        | 0                        | 1                        | 2                        | 7                        | 17                       | -10                      |

| Data  | Partida     | Partida | Partida     |
| ----- | ----------- | ------- | ----------- |
| 07/01 | Lençoense   | 3 x 3   | Luverdense  |
| 07/01 | Paraná      | 2 x 1   | Santo André |
| 10/01 | Santo André | 1 x 2   | Lençoense   |
| 10/01 | Luverdense  | 1 x 10  | Paraná      |
| 14/01 | Santo André | 4 x 3   | Luverdense  |
| 14/01 | Lençoense   | 2 x 2   | Paraná      |

### Grupo D (Araraquara)
| Estádio da Fonte Luminosa | Estádio da Fonte Luminosa | Estádio da Fonte Luminosa | Estádio da Fonte Luminosa | Estádio da Fonte Luminosa | Estádio da Fonte Luminosa | Estádio da Fonte Luminosa | Estádio da Fonte Luminosa | Estádio da Fonte Luminosa | Estádio da Fonte Luminosa |
| Time                      | Time                      | Pts                       | J                         | V                         | E                         | D                         | GP                        | GC                        | SG                        |
| ------------------------- | ------------------------- | ------------------------- | ------------------------- | ------------------------- | ------------------------- | ------------------------- | ------------------------- | ------------------------- | ------------------------- |
| 1                         | Santos                    | 5                         | 3                         | 1                         | 2                         | 0                         | 4                         | 2                         | 2                         |
| 2                         | Ferroviária               | 5                         | 3                         | 1                         | 2                         | 0                         | 2                         | 1                         | 1                         |
| 3                         | Fluminense                | 2                         | 3                         | 0                         | 2                         | 1                         | 2                         | 7                         | -5                        |
|                           |                           |                           |                           |                           |                           |                           |                           |                           |                           |
| 4                         | Guarany                   | -3                        | 3                         | 1                         | 0                         | 2                         | 6                         | 4                         | 2                         |

| Data  | Partida     | Partida | Partida     |
| ----- | ----------- | ------- | ----------- |
| 06/01 | Ferroviária | 1 x 1   | Fluminense  |
| 06/01 | Santos      | 3 x 1   | Guarany     |
| 09/01 | Guarany     | 0 x 1   | Ferroviária |
| 09/01 | Fluminense  | 1 x 1   | Santos      |
| 14/01 | Guarany     | 5 x 0   | Fluminense  |
| 14/01 | Ferroviária | 0 x 0   | Santos      |

### Grupo E (Taboão da Serra)
| Estádio José Ferez | Estádio José Ferez | Estádio José Ferez | Estádio José Ferez | Estádio José Ferez | Estádio José Ferez | Estádio José Ferez | Estádio José Ferez | Estádio José Ferez | Estádio José Ferez |
| Time               | Time               | Pts                | J                  | V                  | E                  | D                  | GP                 | GC                 | SG                 |
| ------------------ | ------------------ | ------------------ | ------------------ | ------------------ | ------------------ | ------------------ | ------------------ | ------------------ | ------------------ |
| 1                  | Vila Nova          | 6                  | 3                  | 2                  | 0                  | 1                  | 7                  | 3                  | 4                  |
| 2                  | Iraty              | 6                  | 3                  | 2                  | 0                  | 1                  | 6                  | 4                  | 2                  |
| 3                  | Taboão da Serra    | 3                  | 3                  | 1                  | 0                  | 2                  | 5                  | 6                  | -1                 |
| 4                  | Brasiliense        | 3                  | 3                  | 1                  | 0                  | 2                  | 5                  | 10                 | -5                 |

| Data  | Partida         | Partida | Partida         |
| ----- | --------------- | ------- | --------------- |
| 07/01 | Taboão da Serra | 2 x 1   | Iraty           |
| 07/01 | Brasiliense     | 0 x 5   | Vila Nova       |
| 10/01 | Vila Nova       | 2 x 1   | Taboão da Serra |
| 10/01 | Iraty           | 3 x 2   | Brasiliense     |
| 14/01 | Vila Nova       | 0 x 2   | Iraty           |
| 14/01 | Taboão da Serra | 2 x 3   | Brasiliense     |

### Grupo F (Barueri)
| Estádio Municipal Vila Porto | Estádio Municipal Vila Porto | Estádio Municipal Vila Porto | Estádio Municipal Vila Porto | Estádio Municipal Vila Porto | Estádio Municipal Vila Porto | Estádio Municipal Vila Porto | Estádio Municipal Vila Porto | Estádio Municipal Vila Porto | Estádio Municipal Vila Porto |
| Time                         | Time                         | Pts                          | J                            | V                            | E                            | D                            | GP                           | GC                           | SG                           |
| ---------------------------- | ---------------------------- | ---------------------------- | ---------------------------- | ---------------------------- | ---------------------------- | ---------------------------- | ---------------------------- | ---------------------------- | ---------------------------- |
| 1                            | Internacional                | 7                            | 3                            | 2                            | 1                            | 0                            | 16                           | 2                            | 14                           |
| 2                            | Barueri                      | 7                            | 3                            | 2                            | 1                            | 0                            | 11                           | 4                            | 7                            |
| 3                            | Noroeste                     | 3                            | 3                            | 1                            | 0                            | 2                            | 7                            | 11                           | -4                           |
| 4                            | Comerciário                  | 0                            | 3                            | 0                            | 0                            | 3                            | 4                            | 21                           | -17                          |

| Data  | Partida       | Partida | Partida       |
| ----- | ------------- | ------- | ------------- |
| 07/01 | Barueri       | 4 x 0   | Comerciário   |
| 07/01 | Internacional | 2 x 0   | Noroeste      |
| 10/01 | Noroeste      | 2 x 5   | Barueri       |
| 10/01 | Comerciário   | 0 x 12  | Internacional |
| 14/01 | Noroeste      | 5 x 4   | Comerciário   |
| 14/01 | Barueri       | 2 x 2   | Internacional |

### Grupo G (São Bernardo do Campo)
| Estádio Primeiro de Maio | Estádio Primeiro de Maio | Estádio Primeiro de Maio | Estádio Primeiro de Maio | Estádio Primeiro de Maio | Estádio Primeiro de Maio | Estádio Primeiro de Maio | Estádio Primeiro de Maio | Estádio Primeiro de Maio | Estádio Primeiro de Maio |
| Time                     | Time                     | Pts                      | J                        | V                        | E                        | D                        | GP                       | GC                       | SG                       |
| ------------------------ | ------------------------ | ------------------------ | ------------------------ | ------------------------ | ------------------------ | ------------------------ | ------------------------ | ------------------------ | ------------------------ |
| 1                        | São Bernardo             | 7                        | 3                        | 2                        | 1                        | 0                        | 11                       | 6                        | 5                        |
| 2                        | Botafogo                 | 6                        | 3                        | 2                        | 0                        | 1                        | 7                        | 3                        | 4                        |
| 3                        | São Caetano              | 4                        | 3                        | 1                        | 1                        | 1                        | 12                       | 8                        | 4                        |
| 4                        | ABC                      | 0                        | 3                        | 0                        | 0                        | 3                        | 2                        | 15                       | -13                      |

| Data  | Partida      | Partida | Partida      |
| ----- | ------------ | ------- | ------------ |
| 07/01 | São Bernardo | 5 x 1   | ABC          |
| 07/01 | Botafogo     | 3 x 1   | São Caetano  |
| 11/01 | São Caetano  | 4 x 4   | São Bernardo |
| 11/01 | ABC          | 0 x 3   | Botafogo     |
| 14/01 | São Caetano  | 7 x 1   | ABC          |
| 14/01 | São Bernardo | 2 x 1   | Botafogo     |

### Grupo H (Osasco)
| Estádio Pref. José Liberatti | Estádio Pref. José Liberatti | Estádio Pref. José Liberatti | Estádio Pref. José Liberatti | Estádio Pref. José Liberatti | Estádio Pref. José Liberatti | Estádio Pref. José Liberatti | Estádio Pref. José Liberatti | Estádio Pref. José Liberatti | Estádio Pref. José Liberatti |
| Time                         | Time                         | Pts                          | J                            | V                            | E                            | D                            | GP                           | GC                           | SG                           |
| ---------------------------- | ---------------------------- | ---------------------------- | ---------------------------- | ---------------------------- | ---------------------------- | ---------------------------- | ---------------------------- | ---------------------------- | ---------------------------- |
| 1                            | Figueirense                  | 7                            | 3                            | 2                            | 1                            | 0                            | 6                            | 1                            | 5                            |
| 2                            | Osasco                       | 4                            | 3                            | 1                            | 1                            | 1                            | 3                            | 6                            | -3                           |
| 3                            | Sertãozinho                  | 3                            | 3                            | 1                            | 0                            | 2                            | 5                            | 5                            | 0                            |
| 4                            | Fortaleza                    | 2                            | 3                            | 0                            | 2                            | 1                            | 2                            | 4                            | -2                           |

| Data  | Partida     | Partida | Partida     |
| ----- | ----------- | ------- | ----------- |
| 07/01 | Osasco      | 2 x 1   | Sertãozinho |
| 07/01 | Figueirense | 0 x 0   | Fortaleza   |
| 10/01 | Fortaleza   | 1 x 1   | Osasco      |
| 10/01 | Sertãozinho | 1 x 2   | Figueirense |
| 14/01 | Fortaleza   | 1 x 3   | Sertãozinho |
| 14/01 | Osasco      | 0 x 4   | Figueirense |

### Grupo I (Amparo)
| Estádio José Araújo Cintra | Estádio José Araújo Cintra | Estádio José Araújo Cintra | Estádio José Araújo Cintra | Estádio José Araújo Cintra | Estádio José Araújo Cintra | Estádio José Araújo Cintra | Estádio José Araújo Cintra | Estádio José Araújo Cintra | Estádio José Araújo Cintra |
| Time                       | Time                       | Pts                        | J                          | V                          | E                          | D                          | GP                         | GC                         | SG                         |
| -------------------------- | -------------------------- | -------------------------- | -------------------------- | -------------------------- | -------------------------- | -------------------------- | -------------------------- | -------------------------- | -------------------------- |
| 1                          | Cruzeiro                   | 7                          | 3                          | 2                          | 1                          | 0                          | 9                          | 1                          | 8                          |
| 2                          | Amparo                     | 5                          | 3                          | 1                          | 2                          | 0                          | 8                          | 6                          | 2                          |
| 3                          | Portuguesa                 | 4                          | 3                          | 1                          | 1                          | 1                          | 8                          | 7                          | 1                          |
| 4                          | Náutico                    | 0                          | 3                          | 0                          | 0                          | 3                          | 4                          | 15                         | -11                        |

| Data  | Partida    | Partida | Partida    |
| ----- | ---------- | ------- | ---------- |
| 07/01 | Amparo     | 4 x 2   | Náutico    |
| 07/01 | Cruzeiro   | 2 x 0   | Portuguesa |
| 10/01 | Portuguesa | 3 x 3   | Amparo     |
| 10/01 | Náutico    | 0 x 6   | Cruzeiro   |
| 14/01 | Portuguesa | 5 x 2   | Náutico    |
| 14/01 | Amparo     | 1 x 1   | Cruzeiro   |

### Grupo J (Araras)
| Estádio Dr. Hermínio Ometto | Estádio Dr. Hermínio Ometto | Estádio Dr. Hermínio Ometto | Estádio Dr. Hermínio Ometto | Estádio Dr. Hermínio Ometto | Estádio Dr. Hermínio Ometto | Estádio Dr. Hermínio Ometto | Estádio Dr. Hermínio Ometto | Estádio Dr. Hermínio Ometto | Estádio Dr. Hermínio Ometto |
| Time                        | Time                        | Pts                         | J                           | V                           | E                           | D                           | GP                          | GC                          | SG                          |
| --------------------------- | --------------------------- | --------------------------- | --------------------------- | --------------------------- | --------------------------- | --------------------------- | --------------------------- | --------------------------- | --------------------------- |
| 1                           | Corinthians                 | 9                           | 3                           | 3                           | 0                           | 0                           | 16                          | 1                           | 15                          |
| 2                           | Paysandu                    | 6                           | 3                           | 2                           | 0                           | 1                           | 4                           | 8                           | -4                          |
| 3                           | União São João              | 3                           | 3                           | 1                           | 0                           | 2                           | 5                           | 3                           | 2                           |
| 4                           | Fluminense de Feira         | 0                           | 3                           | 0                           | 0                           | 3                           | 2                           | 15                          | -13                         |

| Data  | Partida        | Partida | Partida        |
| ----- | -------------- | ------- | -------------- |
| 07/01 | Corinthians    | 6 x 0   | Paysandu       |
| 07/01 | União São João | 4 x 0   | Fluminense     |
| 10/01 | Paysandu       | 1 x 0   | União São João |
| 10/01 | Fluminense     | 0 x 8   | Corinthians    |
| 14/01 | Paysandu       | 3 x 2   | Fluminense     |
| 14/01 | União São João | 1 x 3   | Corinthians    |

### Grupo K (Cerquilho)
| Estádio do Centro Olímpico | Estádio do Centro Olímpico | Estádio do Centro Olímpico | Estádio do Centro Olímpico | Estádio do Centro Olímpico | Estádio do Centro Olímpico | Estádio do Centro Olímpico | Estádio do Centro Olímpico | Estádio do Centro Olímpico | Estádio do Centro Olímpico |
| Time                       | Time                       | Pts                        | J                          | V                          | E                          | D                          | GP                         | GC                         | SG                         |
| -------------------------- | -------------------------- | -------------------------- | -------------------------- | -------------------------- | -------------------------- | -------------------------- | -------------------------- | -------------------------- | -------------------------- |
| 1                          | Vitória                    | 9                          | 3                          | 3                          | 0                          | 0                          | 10                         | 5                          | 5                          |
| 2                          | Guarani                    | 6                          | 3                          | 2                          | 0                          | 1                          | 8                          | 5                          | 3                          |
| 3                          | Atlético Sorocaba          | 1                          | 3                          | 0                          | 1                          | 2                          | 5                          | 8                          | -3                         |
| 4                          | União                      | 1                          | 3                          | 0                          | 1                          | 2                          | 4                          | 9                          | -5                         |

| Data  | Partida           | Partida | Partida           |
| ----- | ----------------- | ------- | ----------------- |
| 07/01 | Atlético Sorocaba | 2 x 2   | União             |
| 07/01 | Vitória           | 3 x 2   | Guarani           |
| 10/01 | Guarani           | 3 x 1   | Atlético Sorocaba |
| 10/01 | União             | 1 x 4   | Vitória           |
| 12/01 | Guarani           | 3 x 1   | União             |
| 12/01 | Atlético Sorocaba | 2 x 3   | Vitória           |

### Grupo L (Louveira)
| Estádio José Silveira Nunes | Estádio José Silveira Nunes | Estádio José Silveira Nunes | Estádio José Silveira Nunes | Estádio José Silveira Nunes | Estádio José Silveira Nunes | Estádio José Silveira Nunes | Estádio José Silveira Nunes | Estádio José Silveira Nunes | Estádio José Silveira Nunes |
| Time                        | Time                        | Pts                         | J                           | V                           | E                           | D                           | GP                          | GC                          | SG                          |
| --------------------------- | --------------------------- | --------------------------- | --------------------------- | --------------------------- | --------------------------- | --------------------------- | --------------------------- | --------------------------- | --------------------------- |
| 1                           | Juventude                   | 7                           | 3                           | 2                           | 1                           | 0                           | 9                           | 6                           | 3                           |
| 2                           | Paulista                    | 5                           | 3                           | 1                           | 2                           | 0                           | 9                           | 6                           | 3                           |
| 3                           | Campinas                    | 4                           | 3                           | 1                           | 1                           | 1                           | 5                           | 3                           | 2                           |
| 4                           | Serra                       | 0                           | 3                           | 0                           | 0                           | 3                           | 4                           | 12                          | -8                          |

| Data  | Partida   | Partida | Partida   |
| ----- | --------- | ------- | --------- |
| 07/01 | Campinas  | 3 x 0   | Serra     |
| 07/01 | Juventude | 3 x 3   | Paulista  |
| 10/01 | América   | 1 x 1   | Campinas  |
| 10/01 | Serra     | 2 x 4   | Juventude |
| 14/01 | Paulista  | 5 x 2   | Serra     |
| 14/01 | Campinas  | 1 x 2   | Juventude |

### Grupo M (Jacareí)
| Estádio Stravos Papadopoulos | Estádio Stravos Papadopoulos | Estádio Stravos Papadopoulos | Estádio Stravos Papadopoulos | Estádio Stravos Papadopoulos | Estádio Stravos Papadopoulos | Estádio Stravos Papadopoulos | Estádio Stravos Papadopoulos | Estádio Stravos Papadopoulos | Estádio Stravos Papadopoulos |
| Time                         | Time                         | Pts                          | J                            | V                            | E                            | D                            | GP                           | GC                           | SG                           |
| ---------------------------- | ---------------------------- | ---------------------------- | ---------------------------- | ---------------------------- | ---------------------------- | ---------------------------- | ---------------------------- | ---------------------------- | ---------------------------- |
| 1                            | Coritiba                     | 4                            | 3                            | 1                            | 1                            | 1                            | 5                            | 1                            | 4                            |
| 2                            | Jacareí                      | 4                            | 3                            | 1                            | 1                            | 1                            | 3                            | 3                            | 0                            |
| 3                            | Marília                      | 4                            | 3                            | 1                            | 1                            | 1                            | 5                            | 7                            | -2                           |
| 4                            | CRB                          | 4                            | 3                            | 1                            | 1                            | 1                            | 3                            | 5                            | -2                           |

| Data  | Partida  | Partida | Partida  |
| ----- | -------- | ------- | -------- |
| 07/01 | Jacareí  | 3 x 0   | CRB      |
| 07/01 | Coritiba | 5 x 0   | Marília  |
| 10/01 | Marília  | 3 x 0   | Jacareí  |
| 10/01 | CRB      | 1 x 0   | Coritiba |
| 14/01 | Marília  | 2 x 2   | CRB      |
| 14/01 | Jacareí  | 0 x 0   | Coritiba |

### Grupo N (São José dos Campos)
| Estádio Dr. Mário Martins Pereira | Estádio Dr. Mário Martins Pereira | Estádio Dr. Mário Martins Pereira | Estádio Dr. Mário Martins Pereira | Estádio Dr. Mário Martins Pereira | Estádio Dr. Mário Martins Pereira | Estádio Dr. Mário Martins Pereira | Estádio Dr. Mário Martins Pereira | Estádio Dr. Mário Martins Pereira | Estádio Dr. Mário Martins Pereira |
| Time                              | Time                              | Pts                               | J                                 | V                                 | E                                 | D                                 | GP                                | GC                                | SG                                |
| --------------------------------- | --------------------------------- | --------------------------------- | --------------------------------- | --------------------------------- | --------------------------------- | --------------------------------- | --------------------------------- | --------------------------------- | --------------------------------- |
| 1                                 | São José                          | 9                                 | 3                                 | 3                                 | 0                                 | 0                                 | 7                                 | 1                                 | 6                                 |
| 2                                 | Vitória                           | 4                                 | 3                                 | 1                                 | 1                                 | 1                                 | 6                                 | 6                                 | 0                                 |
| 3                                 | Vasco da Gama                     | 4                                 | 3                                 | 1                                 | 1                                 | 1                                 | 5                                 | 5                                 | 0                                 |
| 4                                 | Tocantinópolis                    | 0                                 | 3                                 | 0                                 | 0                                 | 3                                 | 4                                 | 10                                | -6                                |

| Data  | Partida        | Partida | Partida        |
| ----- | -------------- | ------- | -------------- |
| 06/01 | São José       | 2 x 0   | Tocantinópolis |
| 06/01 | Vasco          | 1 x 1   | Vitória        |
| 10/01 | Vitória        | 1 x 3   | São José       |
| 10/01 | Tocantinópolis | 2 x 4   | Vasco          |
| 14/01 | Vitória        | 4 x 2   | Tocantinópolis |
| 14/01 | São José       | 2 x 0   | Vasco          |

### Grupo O (São Carlos)
| Estádio Luís Augusto de Oliveira | Estádio Luís Augusto de Oliveira | Estádio Luís Augusto de Oliveira | Estádio Luís Augusto de Oliveira | Estádio Luís Augusto de Oliveira | Estádio Luís Augusto de Oliveira | Estádio Luís Augusto de Oliveira | Estádio Luís Augusto de Oliveira | Estádio Luís Augusto de Oliveira | Estádio Luís Augusto de Oliveira |
| Time                             | Time                             | Pts                              | J                                | V                                | E                                | D                                | GP                               | GC                               | SG                               |
| -------------------------------- | -------------------------------- | -------------------------------- | -------------------------------- | -------------------------------- | -------------------------------- | -------------------------------- | -------------------------------- | -------------------------------- | -------------------------------- |
| 1                                | São Paulo                        | 9                                | 3                                | 3                                | 0                                | 0                                | 11                               | 2                                | 9                                |
| 2                                | São Carlos                       | 6                                | 3                                | 2                                | 0                                | 1                                | 11                               | 5                                | 6                                |
| 3                                | São Cristóvão                    | 3                                | 3                                | 1                                | 0                                | 2                                | 8                                | 10                               | -2                               |
| 4                                | Comercial                        | 0                                | 3                                | 0                                | 0                                | 3                                | 3                                | 11                               | -8                               |

| Data  | Partida       | Partida | Partida       |
| ----- | ------------- | ------- | ------------- |
| 06/01 | São Carlos    | 1 x 3   | São Paulo     |
| 06/01 | São Cristóvão | 4 x 1   | Comercial     |
| 10/01 | São Cristóvão | 3 x 5   | São Carlos    |
| 10/01 | Comercial     | 0 x 4   | São Paulo     |
| 13/01 | São Carlos    | 5 x 2   | Comercial     |
| 13/01 | São Paulo     | 4 x 1   | São Cristóvão |

### Grupo P (São Roque)
| Estádio Municipal Quintino de Lima | Estádio Municipal Quintino de Lima | Estádio Municipal Quintino de Lima | Estádio Municipal Quintino de Lima | Estádio Municipal Quintino de Lima | Estádio Municipal Quintino de Lima | Estádio Municipal Quintino de Lima | Estádio Municipal Quintino de Lima | Estádio Municipal Quintino de Lima | Estádio Municipal Quintino de Lima |
| Time                               | Time                               | Pts                                | J                                  | V                                  | E                                  | D                                  | GP                                 | GC                                 | SG                                 |
| ---------------------------------- | ---------------------------------- | ---------------------------------- | ---------------------------------- | ---------------------------------- | ---------------------------------- | ---------------------------------- | ---------------------------------- | ---------------------------------- | ---------------------------------- |
| 1                                  | São Bento                          | 6                                  | 3                                  | 2                                  | 0                                  | 1                                  | 9                                  | 5                                  | 4                                  |
| 2                                  | América                            | 6                                  | 3                                  | 2                                  | 0                                  | 1                                  | 6                                  | 2                                  | 4                                  |
| 3                                  | Nacional                           | 6                                  | 3                                  | 2                                  | 0                                  | 1                                  | 8                                  | 6                                  | 2                                  |
| 4                                  | Gama                               | 0                                  | 3                                  | 0                                  | 0                                  | 3                                  | 4                                  | 14                                 | -10                                |

| Data  | Partida   | Partida | Partida   |
| ----- | --------- | ------- | --------- |
| 07/01 | São Bento | 3 x 2   | Nacional  |
| 07/01 | América   | 4 x 0   | Gama      |
| 10/01 | Gama      | 1 x 5   | São Bento |
| 10/01 | Nacional  | 1 x 0   | América   |
| 14/01 | Gama      | 3 x 5   | Nacional  |
| 14/01 | São Bento | 1 x 2   | América   |

### Grupo Q (Embu das Artes)
| Estádio Hermínio Espósito | Estádio Hermínio Espósito | Estádio Hermínio Espósito | Estádio Hermínio Espósito | Estádio Hermínio Espósito | Estádio Hermínio Espósito | Estádio Hermínio Espósito | Estádio Hermínio Espósito | Estádio Hermínio Espósito | Estádio Hermínio Espósito |
| Time                      | Time                      | Pts                       | J                         | V                         | E                         | D                         | GP                        | GC                        | SG                        |
| ------------------------- | ------------------------- | ------------------------- | ------------------------- | ------------------------- | ------------------------- | ------------------------- | ------------------------- | ------------------------- | ------------------------- |
| 1                         | Juventus                  | 6                         | 3                         | 2                         | 0                         | 1                         | 9                         | 4                         | 5                         |
| 2                         | Londrina                  | 6                         | 3                         | 2                         | 0                         | 1                         | 7                         | 3                         | 4                         |
| 3                         | Grêmio                    | 6                         | 3                         | 2                         | 0                         | 1                         | 5                         | 4                         | 1                         |
| 4                         | Força                     | 0                         | 3                         | 0                         | 0                         | 3                         | 2                         | 12                        | -10                       |

| Data  | Partida  | Partida | Partida  |
| ----- | -------- | ------- | -------- |
| 07/01 | Juventus | 6 x 1   | Força    |
| 07/01 | Grêmio   | 0 x 3   | Londrina |
| 11/01 | Londrina | 1 x 2   | Juventus |
| 11/01 | Força    | 0 x 3   | Grêmio   |
| 14/01 | Londrina | 3 x 1   | Força    |
| 14/01 | Juventus | 1 x 2   | Grêmio   |

### Grupo R (Suzano)
| Estádio Francisco M. Figueira | Estádio Francisco M. Figueira | Estádio Francisco M. Figueira | Estádio Francisco M. Figueira | Estádio Francisco M. Figueira | Estádio Francisco M. Figueira | Estádio Francisco M. Figueira | Estádio Francisco M. Figueira | Estádio Francisco M. Figueira | Estádio Francisco M. Figueira |
| Time                          | Time                          | Pts                           | J                             | V                             | E                             | D                             | GP                            | GC                            | SG                            |
| ----------------------------- | ----------------------------- | ----------------------------- | ----------------------------- | ----------------------------- | ----------------------------- | ----------------------------- | ----------------------------- | ----------------------------- | ----------------------------- |
| 1                             | Fluminense                    | 9                             | 3                             | 3                             | 0                             | 0                             | 8                             | 2                             | 6                             |
| 2                             | XV de Jaú                     | 6                             | 3                             | 2                             | 0                             | 1                             | 4                             | 5                             | -1                            |
| 3                             | ECUS                          | 3                             | 3                             | 1                             | 0                             | 2                             | 3                             | 4                             | -1                            |
| 4                             | Trem                          | 0                             | 3                             | 0                             | 0                             | 3                             | 4                             | 8                             | -4                            |

| Data  | Partida    | Partida | Partida    |
| ----- | ---------- | ------- | ---------- |
| 07/01 | ECUS       | 2 x 1   | Trem       |
| 07/01 | Fluminense | 3 x 0   | XV de Jaú  |
| 11/01 | XV de Jaú  | 1 x 0   | ECUS       |
| 11/01 | Trem       | 1 x 3   | Fluminense |
| 14/01 | XV de Jaú  | 3 x 2   | Trem       |
| 14/01 | ECUS       | 1 x 3   | Fluminense |

### Grupo S (Americana)
| Estádio Décio Vitta | Estádio Décio Vitta | Estádio Décio Vitta | Estádio Décio Vitta | Estádio Décio Vitta | Estádio Décio Vitta | Estádio Décio Vitta | Estádio Décio Vitta | Estádio Décio Vitta | Estádio Décio Vitta |
| Time                | Time                | Pts                 | J                   | V                   | E                   | D                   | GP                  | GC                  | SG                  |
| ------------------- | ------------------- | ------------------- | ------------------- | ------------------- | ------------------- | ------------------- | ------------------- | ------------------- | ------------------- |
| 1                   | Ponte Preta         | 7                   | 3                   | 2                   | 1                   | 0                   | 7                   | 1                   | 6                   |
| 2                   | Rio Branco          | 6                   | 3                   | 2                   | 0                   | 1                   | 12                  | 4                   | 8                   |
| 3                   | Avaí                | 2                   | 3                   | 0                   | 2                   | 1                   | 2                   | 5                   | -3                  |
| 4                   | Genus               | 1                   | 3                   | 0                   | 1                   | 2                   | 2                   | 13                  | -11                 |

| Data  | Partida     | Partida | Partida     |
| ----- | ----------- | ------- | ----------- |
| 07/01 | Rio Branco  | 8 x 0   | Gênus       |
| 07/01 | Ponte Preta | 0 x 0   | Avaí        |
| 10/01 | Avaí        | 1 x 4   | Rio Branco  |
| 10/01 | Gênus       | 1 x 4   | Ponte Preta |
| 14/01 | Avaí        | 1 x 1   | Gênus       |
| 14/01 | Rio Branco  | 0 x 3   | Ponte Preta |

### Grupo T (São Paulo)
| Estádio Nicolau Alayon | Estádio Nicolau Alayon | Estádio Nicolau Alayon | Estádio Nicolau Alayon | Estádio Nicolau Alayon | Estádio Nicolau Alayon | Estádio Nicolau Alayon | Estádio Nicolau Alayon | Estádio Nicolau Alayon | Estádio Nicolau Alayon |
| Time                   | Time                   | Pts                    | J                      | V                      | E                      | D                      | GP                     | GC                     | SG                     |
| ---------------------- | ---------------------- | ---------------------- | ---------------------- | ---------------------- | ---------------------- | ---------------------- | ---------------------- | ---------------------- | ---------------------- |
| 1                      | Bahia                  | 9                      | 3                      | 3                      | 0                      | 0                      | 14                     | 3                      | 11                     |
| 2                      | Nacional               | 6                      | 3                      | 2                      | 0                      | 1                      | 6                      | 4                      | 2                      |
| 3                      | Gurupi                 | 3                      | 3                      | 1                      | 0                      | 2                      | 5                      | 11                     | -6                     |
| 4                      | Rio Branco             | 0                      | 3                      | 0                      | 0                      | 3                      | 4                      | 11                     | -7                     |

| Data  | Partida    | Partida | Partida    |
| ----- | ---------- | ------- | ---------- |
| 07/01 | Nacional   | 1 x 0   | Gurupi     |
| 07/01 | Bahia      | 3 x 1   | Rio Branco |
| 10/01 | Rio Branco | 2 x 4   | Nacional   |
| 10/01 | Gurupi     | 1 x 9   | Bahia      |
| 14/01 | Rio Branco | 1 x 4   | Gurupi     |
| 14/01 | Nacional   | 1 x 2   | Bahia      |

### Grupo U (Taubaté)
| Estádio Joaquim de Morais Filho | Estádio Joaquim de Morais Filho | Estádio Joaquim de Morais Filho | Estádio Joaquim de Morais Filho | Estádio Joaquim de Morais Filho | Estádio Joaquim de Morais Filho | Estádio Joaquim de Morais Filho | Estádio Joaquim de Morais Filho | Estádio Joaquim de Morais Filho | Estádio Joaquim de Morais Filho |
| Time                            | Time                            | Pts                             | J                               | V                               | E                               | D                               | GP                              | GC                              | SG                              |
| ------------------------------- | ------------------------------- | ------------------------------- | ------------------------------- | ------------------------------- | ------------------------------- | ------------------------------- | ------------------------------- | ------------------------------- | ------------------------------- |
| 1                               | Porto                           | 7                               | 3                               | 2                               | 1                               | 0                               | 8                               | 3                               | 5                               |
| 2                               | Taubaté                         | 6                               | 3                               | 2                               | 0                               | 1                               | 6                               | 3                               | 3                               |
| 3                               | Palmeiras                       | 4                               | 3                               | 1                               | 1                               | 1                               | 5                               | 5                               | 0                               |
| 4                               | Campinense                      | 0                               | 3                               | 0                               | 0                               | 3                               | 2                               | 10                              | -8                              |

| Data  | Partida    | Partida | Partida    |
| ----- | ---------- | ------- | ---------- |
| 07/01 | Taubaté    | 4 x 0   | Campinense |
| 07/01 | Palmeiras  | 2 x 2   | Porto      |
| 10/01 | Porto      | 3 x 0   | Taubaté    |
| 10/01 | Campinense | 1 x 3   | Palmeiras  |
| 14/01 | Taubaté    | 2 x 0   | Palmeiras  |
| 14/01 | Porto      | 3 x 1   | Campinense |

### Grupo V (Guarulhos)
| Estádio Ninho do Corvo | Estádio Ninho do Corvo | Estádio Ninho do Corvo | Estádio Ninho do Corvo | Estádio Ninho do Corvo | Estádio Ninho do Corvo | Estádio Ninho do Corvo | Estádio Ninho do Corvo | Estádio Ninho do Corvo | Estádio Ninho do Corvo |
| Time                   | Time                   | Pts                    | J                      | V                      | E                      | D                      | GP                     | GC                     | SG                     |
| ---------------------- | ---------------------- | ---------------------- | ---------------------- | ---------------------- | ---------------------- | ---------------------- | ---------------------- | ---------------------- | ---------------------- |
| 1                      | Atlético Paranaense    | 9                      | 3                      | 3                      | 0                      | 0                      | 7                      | 2                      | 5                      |
| 2                      | Mirassol               | 4                      | 3                      | 1                      | 1                      | 1                      | 11                     | 7                      | 4                      |
| 3                      | Flamengo               | 4                      | 3                      | 1                      | 1                      | 1                      | 7                      | 7                      | 0                      |
| 4                      | São José               | 0                      | 3                      | 0                      | 0                      | 3                      | 2                      | 11                     | -9                     |

| Data  | Partida     | Partida | Partida     |
| ----- | ----------- | ------- | ----------- |
| 07/01 | Flamengo    | 2 x 1   | São José    |
| 07/01 | Atlético-PR | 3 x 0   | Mirassol    |
| 10/01 | Mirassol    | 4 x 4   | Flamengo    |
| 10/01 | São José    | 0 x 3   | Atlético-PR |
| 14/01 | Mirassol    | 6 x 1   | São José    |
| 14/01 | Flamengo    | 1 x 2   | Atlético-PR |

### Índice técnico
| Pos. | Time            | Gr. | Pts | J | V | E | D | GP | GS | SG | Expulso | Penalizado com cartão amarelo |  |
| ---- | --------------- | --- | --- | - | - | - | - | -- | -- | -- | ------- | ----------------------------- |  |
| 1    | Grêmio Barueri  | F   | 7   | 3 | 2 | 1 | 0 | 11 | 4  | 7  |         |                               |  |
| 2    | Comercial       | B   | 7   | 3 | 2 | 1 | 0 | 8  | 6  | 2  |         |                               |  |
| 3    | Rio Branco-SP   | S   | 6   | 3 | 2 | 0 | 1 | 12 | 4  | 8  |         |                               |  |
| 4    | São Carlos      | O   | 6   | 3 | 2 | 0 | 1 | 11 | 5  | 6  |         |                               |  |
| 5    | Botafogo        | G   | 6   | 3 | 2 | 0 | 1 | 7  | 3  | 4  |         |                               |  |
| 6    | Londrina        | Q   | 6   | 3 | 2 | 0 | 1 | 7  | 3  | 4  |         |                               |  |
| 7    | América Mineiro | P   | 6   | 3 | 2 | 0 | 1 | 6  | 2  | 4  |         |                               |  |
| 8    | América-SP      | A   | 6   | 3 | 2 | 0 | 1 | 11 | 8  | 3  |         |                               |  |
| 9    | Guarani         | K   | 6   | 3 | 2 | 0 | 1 | 8  | 5  | 3  |         |                               |  |
| 10   | Taubaté         | U   | 6   | 3 | 2 | 0 | 1 | 6  | 3  | 3  |         |                               |  |
| 11   | Iraty           | E   | 6   | 3 | 2 | 0 | 1 | 6  | 4  | 2  |         |                               |  |
|      | Nacional-SP     | T   | 6   | 3 | 2 | 0 | 1 | 6  | 4  | 2  |         |                               |  |
| 13   | XV de Jaú       | R   | 6   | 3 | 2 | 0 | 1 | 4  | 5  | -1 |         |                               |  |
| 14   | Paysandu        | J   | 6   | 3 | 2 | 0 | 1 | 4  | 8  | -4 |         |                               |  |
| 15   | Paulista        | L   | 5   | 3 | 1 | 2 | 0 | 9  | 6  | 3  |         |                               |  |
| 16   | Amparo          | I   | 5   | 3 | 1 | 2 | 0 | 8  | 6  | 2  |         |                               |  |
| 17   | Lençoense       | C   | 5   | 3 | 1 | 2 | 0 | 7  | 6  | 1  |         |                               |  |
| 18   | Ferroviária     | D   | 5   | 3 | 1 | 2 | 0 | 2  | 1  | 1  |         |                               |  |
| 19   | Mirassol        | V   | 4   | 3 | 1 | 1 | 1 | 11 | 7  | 4  |         |                               |  |
| 20   | Osasco          | H   | 4   | 3 | 1 | 1 | 1 | 3  | 6  | -3 |         |                               |  |
| 21   | Vitória-ES      | N   | 4   | 3 | 1 | 1 | 1 | 6  | 6  | 0  |         |                               |  |
| 22   | Jacareí         | M   | 4   | 3 | 1 | 1 | 1 | 3  | 3  | 0  |         |                               |  |

## Fase final

### Tabela
|  | Segunda fase | Segunda fase     | Segunda fase               |       |                            | Oitavas de final   | Oitavas de final | Oitavas de final |  |   | Quartas de final | Quartas de final | Quartas de final |  |   | Semifinal    | Semifinal | Semifinal |  |   | Final           | Final     | Final |
|  |              |                  |                            |       |                            |                    |                  |                  |  |   |                  |                  |                  |  |   |              |           |           |  |   |                 |           |       |
|  | A            | Goiás            | 1                          |       |                            |                    |                  |                  |  |   |                  |                  |                  |  |   |              |           |           |  |   |                 |           |       |
|  | B            | Atlético Mineiro | 3                          |       |                            |                    |                  |                  |  |   |                  |                  |                  |  |   |              |           |           |  |   |                 |           |       |
|  | B            | Atlético Mineiro | 3                          |       | B                          | Atlético Mineiro   | 1                |                  |  |   |                  |                  |                  |  |   |              |           |           |  |   |                 |           |       |
|  |              |                  |                            |       | B                          | Atlético Mineiro   | 1                |                  |  |   |                  |                  |                  |  |   |              |           |           |  |   |                 |           |       |
|  |              | D                | Santos                     | 2     |                            |                    |                  |                  |  |   |                  |                  |                  |  |   |              |           |           |  |   |                 |           |       |
|  | C            | D                | Santos                     | 2     | Paraná                     | 0                  |                  |                  |  |   |                  |                  |                  |  |   |              |           |           |  |   |                 |           |       |
|  | C            |                  |                            |       | Paraná                     | 0                  |                  |                  |  |   |                  |                  |                  |  |   |              |           |           |  |   |                 |           |       |
|  | D            | Santos           | 2                          |       |                            |                    |                  |                  |  |   |                  |                  |                  |  |   |              |           |           |  |   |                 |           |       |
|  | D            | Santos           | 2                          |       |                            |                    |                  |                  |  | D | Santos           | 1                |                  |  |   |              |           |           |  |   |                 |           |       |
|  |              |                  |                            |       |                            |                    |                  |                  |  | D | Santos           | 1                |                  |  |   |              |           |           |  |   |                 |           |       |
|  |              | G                | São Bernardo               | 2     |                            |                    |                  |                  |  |   |                  |                  |                  |  |   |              |           |           |  |   |                 |           |       |
|  | E            | G                | São Bernardo               | 2     | Vila Nova (pen.)           | 0 (3)              |                  |                  |  |   |                  |                  |                  |  |   |              |           |           |  |   |                 |           |       |
|  | E            |                  |                            |       | Vila Nova (pen.)           | 0 (3)              |                  |                  |  |   |                  |                  |                  |  |   |              |           |           |  |   |                 |           |       |
|  | F            | Internacional    | 0 (1)                      |       |                            |                    |                  |                  |  |   |                  |                  |                  |  |   |              |           |           |  |   |                 |           |       |
|  | F            | Internacional    | 0 (1)                      |       | E                          | Vila Nova          | 2 (4)            |                  |  |   |                  |                  |                  |  |   |              |           |           |  |   |                 |           |       |
|  |              |                  |                            |       | E                          | Vila Nova          | 2 (4)            |                  |  |   |                  |                  |                  |  |   |              |           |           |  |   |                 |           |       |
|  |              | G                | São Bernardo (pen.)        | 2 (5) |                            |                    |                  |                  |  |   |                  |                  |                  |  |   |              |           |           |  |   |                 |           |       |
|  | G            | G                | São Bernardo (pen.)        | 2 (5) | São Bernardo               | 3                  |                  |                  |  |   |                  |                  |                  |  |   |              |           |           |  |   |                 |           |       |
|  | G            |                  |                            |       | São Bernardo               | 3                  |                  |                  |  |   |                  |                  |                  |  |   |              |           |           |  |   |                 |           |       |
|  | H            | Figueirense      | 1                          |       |                            |                    |                  |                  |  |   |                  |                  |                  |  |   |              |           |           |  |   |                 |           |       |
|  | H            | Figueirense      | 1                          |       |                            |                    |                  |                  |  |   |                  |                  |                  |  | G | São Bernardo | 4         |           |  |   |                 |           |       |
|  |              |                  |                            |       |                            |                    |                  |                  |  |   |                  |                  |                  |  | G | São Bernardo | 4         |           |  |   |                 |           |       |
|  |              | I                | Cruzeiro                   | 5     |                            |                    |                  |                  |  |   |                  |                  |                  |  |   |              |           |           |  |   |                 |           |       |
|  | I            | I                | Cruzeiro                   | 5     | Cruzeiro                   | 3                  |                  |                  |  |   |                  |                  |                  |  |   |              |           |           |  |   |                 |           |       |
|  | I            |                  |                            |       | Cruzeiro                   | 3                  |                  |                  |  |   |                  |                  |                  |  |   |              |           |           |  |   |                 |           |       |
|  | J            | Corinthians      | 2                          |       |                            |                    |                  |                  |  |   |                  |                  |                  |  |   |              |           |           |  |   |                 |           |       |
|  | J            | Corinthians      | 2                          |       | I                          | Cruzeiro           | 2                |                  |  |   |                  |                  |                  |  |   |              |           |           |  |   |                 |           |       |
|  |              |                  |                            |       | I                          | Cruzeiro           | 2                |                  |  |   |                  |                  |                  |  |   |              |           |           |  |   |                 |           |       |
|  |              | K                | Vitória                    | 1     |                            |                    |                  |                  |  |   |                  |                  |                  |  |   |              |           |           |  |   |                 |           |       |
|  | K            | K                | Vitória                    | 1     | Vitória                    | 2                  |                  |                  |  |   |                  |                  |                  |  |   |              |           |           |  |   |                 |           |       |
|  | K            |                  |                            |       | Vitória                    | 2                  |                  |                  |  |   |                  |                  |                  |  |   |              |           |           |  |   |                 |           |       |
|  | L            | Juventude        | 0                          |       |                            |                    |                  |                  |  |   |                  |                  |                  |  |   |              |           |           |  |   |                 |           |       |
|  | L            | Juventude        | 0                          |       |                            |                    |                  |                  |  | I | Cruzeiro         | 6                |                  |  |   |              |           |           |  |   |                 |           |       |
|  |              |                  |                            |       |                            |                    |                  |                  |  | I | Cruzeiro         | 6                |                  |  |   |              |           |           |  |   |                 |           |       |
|  |              | N                | São José-SP                | 2     |                            |                    |                  |                  |  |   |                  |                  |                  |  |   |              |           |           |  |   |                 |           |       |
|  | M            | N                | São José-SP                | 2     | Coritiba                   | 6                  |                  |                  |  |   |                  |                  |                  |  |   |              |           |           |  |   |                 |           |       |
|  | M            |                  |                            |       | Coritiba                   | 6                  |                  |                  |  |   |                  |                  |                  |  |   |              |           |           |  |   |                 |           |       |
|  | 1            | Grêmio Barueri   | 3                          |       |                            |                    |                  |                  |  |   |                  |                  |                  |  |   |              |           |           |  |   |                 |           |       |
|  | 1            | Grêmio Barueri   | 3                          |       | M                          | Coritiba           | 2                |                  |  |   |                  |                  |                  |  |   |              |           |           |  |   |                 |           |       |
|  |              |                  |                            |       | M                          | Coritiba           | 2                |                  |  |   |                  |                  |                  |  |   |              |           |           |  |   |                 |           |       |
|  |              | N                | São José-SP                | 3     |                            |                    |                  |                  |  |   |                  |                  |                  |  |   |              |           |           |  |   |                 |           |       |
|  | N            | N                | São José-SP                | 3     | São José-SP (pen.)         | 1 (6)              |                  |                  |  |   |                  |                  |                  |  |   |              |           |           |  |   |                 |           |       |
|  | N            |                  |                            |       | São José-SP (pen.)         | 1 (6)              |                  |                  |  |   |                  |                  |                  |  |   |              |           |           |  |   |                 |           |       |
|  | 2            | Comercial        | 1 (5)                      |       |                            |                    |                  |                  |  |   |                  |                  |                  |  |   |              |           |           |  |   |                 |           |       |
|  | 2            | Comercial        | 1 (5)                      |       |                            |                    |                  |                  |  |   |                  |                  |                  |  |   |              |           |           |  | I | Cruzeiro (pen.) | 1 (6)     |       |
|  |              |                  |                            |       |                            |                    |                  |                  |  |   |                  |                  |                  |  |   |              |           |           |  | I | Cruzeiro (pen.) | 1 (6)     |       |
|  |              |                  |                            |       |                            |                    |                  |                  |  |   |                  |                  |                  |  |   |              |           |           |  |   | O               | São Paulo | 1 (5) |
|  | O            | São Paulo        | 2                          |       |                            |                    |                  |                  |  |   |                  |                  |                  |  |   |              |           |           |  |   | O               | São Paulo | 1 (5) |
|  | O            | São Paulo        | 2                          |       |                            |                    |                  |                  |  |   |                  |                  |                  |  |   |              |           |           |  |   |                 |           |       |
|  | 3            | Rio Branco-SP    | 0                          |       |                            |                    |                  |                  |  |   |                  |                  |                  |  |   |              |           |           |  |   |                 |           |       |
|  | 3            | Rio Branco-SP    | 0                          |       | O                          | São Paulo          | 4                |                  |  |   |                  |                  |                  |  |   |              |           |           |  |   |                 |           |       |
|  |              |                  |                            |       | O                          | São Paulo          | 4                |                  |  |   |                  |                  |                  |  |   |              |           |           |  |   |                 |           |       |
|  |              | P                | São Bento                  | 1     |                            |                    |                  |                  |  |   |                  |                  |                  |  |   |              |           |           |  |   |                 |           |       |
|  | P            | P                | São Bento                  | 1     | São Bento                  | 3                  |                  |                  |  |   |                  |                  |                  |  |   |              |           |           |  |   |                 |           |       |
|  | P            |                  |                            |       | São Bento                  | 3                  |                  |                  |  |   |                  |                  |                  |  |   |              |           |           |  |   |                 |           |       |
|  | 4            | São Carlos       | 1                          |       |                            |                    |                  |                  |  |   |                  |                  |                  |  |   |              |           |           |  |   |                 |           |       |
|  | 4            | São Carlos       | 1                          |       |                            |                    |                  |                  |  | O | São Paulo        | 2                |                  |  |   |              |           |           |  |   |                 |           |       |
|  |              |                  |                            |       |                            |                    |                  |                  |  | O | São Paulo        | 2                |                  |  |   |              |           |           |  |   |                 |           |       |
|  |              | R                | Fluminense                 | 1     |                            |                    |                  |                  |  |   |                  |                  |                  |  |   |              |           |           |  |   |                 |           |       |
|  | Q            | R                | Fluminense                 | 1     | Juventus-SP                | 2                  |                  |                  |  |   |                  |                  |                  |  |   |              |           |           |  |   |                 |           |       |
|  | Q            |                  |                            |       | Juventus-SP                | 2                  |                  |                  |  |   |                  |                  |                  |  |   |              |           |           |  |   |                 |           |       |
|  | 5            | Botafogo         | 1                          |       |                            |                    |                  |                  |  |   |                  |                  |                  |  |   |              |           |           |  |   |                 |           |       |
|  | 5            | Botafogo         | 1                          |       | Q                          | Juventus-SP (pen.) | 1 (3)            |                  |  |   |                  |                  |                  |  |   |              |           |           |  |   |                 |           |       |
|  |              |                  |                            |       | Q                          | Juventus-SP (pen.) | 1 (3)            |                  |  |   |                  |                  |                  |  |   |              |           |           |  |   |                 |           |       |
|  |              | R                | Fluminense                 | 1 (4) |                            |                    |                  |                  |  |   |                  |                  |                  |  |   |              |           |           |  |   |                 |           |       |
|  | R            | R                | Fluminense                 | 1 (4) | Fluminense                 | 2                  |                  |                  |  |   |                  |                  |                  |  |   |              |           |           |  |   |                 |           |       |
|  | R            |                  |                            |       | Fluminense                 | 2                  |                  |                  |  |   |                  |                  |                  |  |   |              |           |           |  |   |                 |           |       |
|  | 6            | Londrina         | 1                          |       |                            |                    |                  |                  |  |   |                  |                  |                  |  |   |              |           |           |  |   |                 |           |       |
|  | 6            | Londrina         | 1                          |       |                            |                    |                  |                  |  |   |                  |                  |                  |  | O | São Paulo    | 4         |           |  |   |                 |           |       |
|  |              |                  |                            |       |                            |                    |                  |                  |  |   |                  |                  |                  |  | O | São Paulo    | 4         |           |  |   |                 |           |       |
|  |              | V                | Atlético Paranaense        | 1     |                            |                    |                  |                  |  |   |                  |                  |                  |  |   |              |           |           |  |   |                 |           |       |
|  | S            | V                | Atlético Paranaense        | 1     | Ponte Preta                | 4                  |                  |                  |  |   |                  |                  |                  |  |   |              |           |           |  |   |                 |           |       |
|  | S            |                  |                            |       | Ponte Preta                | 4                  |                  |                  |  |   |                  |                  |                  |  |   |              |           |           |  |   |                 |           |       |
|  | 7            | América Mineiro  | 1                          |       |                            |                    |                  |                  |  |   |                  |                  |                  |  |   |              |           |           |  |   |                 |           |       |
|  | 7            | América Mineiro  | 1                          |       | S                          | Ponte Preta        | 1 (3)            |                  |  |   |                  |                  |                  |  |   |              |           |           |  |   |                 |           |       |
|  |              |                  |                            |       | S                          | Ponte Preta        | 1 (3)            |                  |  |   |                  |                  |                  |  |   |              |           |           |  |   |                 |           |       |
|  |              | T                | Bahia (pen.)               | 1 (5) |                            |                    |                  |                  |  |   |                  |                  |                  |  |   |              |           |           |  |   |                 |           |       |
|  | T            | T                | Bahia (pen.)               | 1 (5) | Bahia                      | 2                  |                  |                  |  |   |                  |                  |                  |  |   |              |           |           |  |   |                 |           |       |
|  | T            |                  |                            |       | Bahia                      | 2                  |                  |                  |  |   |                  |                  |                  |  |   |              |           |           |  |   |                 |           |       |
|  | 8            | América-SP       | 0                          |       |                            |                    |                  |                  |  |   |                  |                  |                  |  |   |              |           |           |  |   |                 |           |       |
|  | 8            | América-SP       | 0                          |       |                            |                    |                  |                  |  | T | Bahia            | 2 (2)            |                  |  |   |              |           |           |  |   |                 |           |       |
|  |              |                  |                            |       |                            |                    |                  |                  |  | T | Bahia            | 2 (2)            |                  |  |   |              |           |           |  |   |                 |           |       |
|  |              | V                | Atlético Paranaense (pen.) | 2 (4) |                            |                    |                  |                  |  |   |                  |                  |                  |  |   |              |           |           |  |   |                 |           |       |
|  | U            | V                | Atlético Paranaense (pen.) | 2 (4) | Porto-PE                   | 2                  |                  |                  |  |   |                  |                  |                  |  |   |              |           |           |  |   |                 |           |       |
|  | U            |                  |                            |       | Porto-PE                   | 2                  |                  |                  |  |   |                  |                  |                  |  |   |              |           |           |  |   |                 |           |       |
|  | 9            | Guarani          | 1                          |       |                            |                    |                  |                  |  |   |                  |                  |                  |  |   |              |           |           |  |   |                 |           |       |
|  | 9            | Guarani          | 1                          |       | U                          | Porto-PE           | 1 (2)            |                  |  |   |                  |                  |                  |  |   |              |           |           |  |   |                 |           |       |
|  |              |                  |                            |       | U                          | Porto-PE           | 1 (2)            |                  |  |   |                  |                  |                  |  |   |              |           |           |  |   |                 |           |       |
|  |              | V                | Atlético Paranaense (pen.) | 1 (4) |                            |                    |                  |                  |  |   |                  |                  |                  |  |   |              |           |           |  |   |                 |           |       |
|  | V            | V                | Atlético Paranaense (pen.) | 1 (4) | Atlético Paranaense (pen.) | 0 (3)              |                  |                  |  |   |                  |                  |                  |  |   |              |           |           |  |   |                 |           |       |
|  | V            |                  |                            |       | Atlético Paranaense (pen.) | 0 (3)              |                  |                  |  |   |                  |                  |                  |  |   |              |           |           |  |   |                 |           |       |
|  | 10           | Taubaté          | 0 (2)                      |       |                            |                    |                  |                  |  |   |                  |                  |                  |  |   |              |           |           |  |   |                 |           |       |

### Segunda fase
| 16 de janeiro | Goiás | 1 – 3 | Atlético Mineiro | Estádio Nicolau Alayon, São Paulo |
| 11:00         |       |       |                  |                                   |

| 16 de janeiro | Vitória | 2 – 0 | Juventude | Estádio do Centro Olímpico, Cerquilho |
| 14:00         |         |       |           |                                       |

| 16 de janeiro | Coritiba | 6 – 3 | Grêmio Barueri | Estádio Stravos Papadopoulos, Jacareí |
| 14:00         |          |       |                |                                       |

| 16 de janeiro | Ponte Preta | 4 – 1 | América Mineiro | Estádio Municipal Quintino de Lima, São Roque |
| 14:00         |             |       |                 |                                               |

| 16 de janeiro | Bahia | 2 – 0 | América-SP | Estádio Teixeirão, São José do Rio Preto |
| 14:00         |       |       |            |                                          |

| 16 de janeiro | Porto-PE | 2 – 1 | Guarani | Estádio Ninho do Corvo, Guarulhos |
| 14:00         |          |       |         |                                   |

| 16 de janeiro | Atlético Paranaense | 0 – 0 | Taubaté | Estádio Joaquim de Morais Filho, Taubaté |
| 14:00         |                     |       |         |                                          |

|  |       | Penalidades |
|  | 3 – 2 |             |

| 16 de janeiro | Cruzeiro | 3 – 2 | Corinthians | Estádio Herminião, Araras |
| 16:00         |          |       |             |                           |

| 16 de janeiro | São José-SP | 1 – 1 | Comercial | Estádio Municipal Doutor Mário Martins Pereira, São José dos Campos |
| 19:00         |             |       |           |                                                                     |

|  |       | Penalidades |
|  | 6 – 5 |             |

| 16 de janeiro | Paraná | 0 – 2 | Santos | Estádio Fonte Luminosa, Araraquara |
| 21:00         |        |       |        |                                    |

| 17 de janeiro | São Bento | 3 – 1 | São Carlos | Estádio Municipal Quintino de Lima, São Roque |
| 11:00         |           |       |            |                                               |

| 17 de janeiro | Vila Nova | 0 – 0 | Internacional | Estádio José Ferez, Taboão da Serra |
| 14:00         |           |       |               |                                     |

|  |       | Penalidades |
|  | 3 – 1 |             |

| 17 de janeiro | São Bernardo | 3 – 0 | Figueirense | Estádio Baetão, São Bernardo do Campo |
| 14:00         |              |       |             |                                       |

| 17 de janeiro | Juventus-SP | 2 – 1 | Botafogo | Estádio Hermínio Espósito, Embu |
| 14:00         |             |       |          |                                 |

| 17 de janeiro | São Paulo | 2 – 0 | Rio Branco-SP | Estádio Luís Augusto de Oliveira, São Carlos |
| 16:00         |           |       |               |                                              |

| 17 de janeiro | Fluminense | 2 – 1 | Londrina | Estádio Francisco M. Figueira |
| 21:00         |            |       |          |                               |

### Oitavas de final
| 18 de janeiro | Porto-PE | 1 – 1 | Atlético Paranaense | Estádio Joaquim de Morais Filho, Taubaté |
| 11:00         |          |       |                     |                                          |

|  |       | Penalidades |
|  | 2 – 4 |             |

| 18 de janeiro | Ponte Preta | 1 – 1 | Bahia | Estádio Teixeirão, São José do Rio Preto |
| 14:00         |             |       |       |                                          |

|  |       | Penalidades |
|  | 3 – 5 |             |

| 18 de janeiro | Coritiba | 2 – 3 | São José-SP | Estádio Municipal Doutor Mário Martins Pereira, São José dos Campos |
| 14:00         |          |       |             |                                                                     |

| 18 de janeiro | Cruzeiro | 2 – 1 | Vitória | Estádio Herminião, Araras |
| 16:00         |          |       |         |                           |

| 19 de janeiro | Vila Nova | 2 – 2 | São Bernardo | Estádio Baetão, São Bernardo do Campo |
| 11:00         |           |       |              |                                       |

|  |       | Penalidades |
|  | 4 – 5 |             |

| 19 de janeiro | Atlético Mineiro | 1 – 2 | Santos | Estádio Fonte Luminosa, Araraquara |
| 11:00         |                  |       |        |                                    |

| 19 de janeiro | Juventus-SP | 1 – 1 | Fluminense | Estádio Herminião, Araras |
| 14:00         |             |       |            |                           |

|  |       | Penalidades |
|  | 3 – 4 |             |

| 19 de janeiro | São Paulo | 4 – 1 | São Bento | Estádio Luís Augusto de Oliveira, São Carlos |
| 16:00         |           |       |           |                                              |

### Quartas de final
| 20 de janeiro | Bahia | 2 – 2 | Atlético Paranaense | Estádio Joaquim de Morais Filho, Taubaté |
| 14:00         |       |       |                     |                                          |

|  |       | Penalidades |
|  | 2 – 4 |             |

| 20 de janeiro | Cruzeiro | 6 – 2 | São José-SP | Estádio Municipal Doutor Mário Martins Pereira, São José dos Campos |
| 16:00         |          |       |             |                                                                     |

| 21 de janeiro | São Paulo | 2 – 1 | Fluminense | Estádio Luís Augusto de Oliveira, São Carlos |
| 14:00         |           |       |            |                                              |

| 21 de janeiro | Santos | 1 – 2 | São Bernardo | Estádio Fonte Luminosa, Araraquara |
| 16:00         |        |       |              |                                    |

### Semifinal
| 23 de janeiro | São Paulo | 4 – 1 | Atlético Paranaense | Arena Barueri, Barueri |
| 14:00         |           |       |                     |                        |

| 23 de janeiro | São Bernardo | 4 – 5 | Cruzeiro | Estádio Nicolau Alayon, São Paulo |
| 16:00         |              |       |          |                                   |

### Final
| 25 de Janeiro | Cruzeiro     | 1 – 1 | São Paulo  | Estádio do Pacaembu, São Paulo  |
| 10:00         | Ânderson 32' |       | Thiago 48' | Árbitro: Marcelo Prieto Alfieri |

|                                                             |     | Penalidades                                       |  |
| Guilherme Jonathas Simões Luiz Fernando Wellington Paulinho | 6–5 | Serginho Léo Aislan Jorge Miguel Eric Bruno César |  |

- Cruzeiro: Rafael; Aldo (Marcos), Maicon, Wellington e Anderson; Paulinho, Carlos Magno, Carlos (Luis Fernando) e Guilherme; Vinícius (Simões) e Jonathas. Técnico: Enderson Moreira
- São Paulo: Jorge Miguel; Jackson, Aislan, Breno e Alex Cazumba; Luan, Serginho, Flávio (Léo Gonçalves) e Allan; Eric e Thiago (Bruno César). Técnico: Marcos Vizolli

## Premiação
| Copa São Paulo de Futebol Júnior de 2007 |
| Minas Gerais                             |
| ---------------------------------------- |
| CRUZEIRO Campeão (1º título)             |

## Artilharia
Principais artilheiros:
| 9 gols (1) - Rafinha (São Bernardo) 8 gols (1) - Élton Calé (São Bento) 7 gols (3) - Anselmo (Bahia) - Guilherme (Cruzeiro) - Thiago (São Paulo) 6 gols (2) - Alison (Corinthians) - Róbson (Paraná) | 5 gols (9) - Fernando Mineiro (Atlético Paranaense) - André Luis (Bahia) - Wanderson (CENE) - Jonathas (Cruzeiro) - Michel (Grêmio Barueri) - Felipe (Goiás) - Bruno Andrade(Juventus-SP) - Rodrigo (Mirassol) - Sérgio Mota (São Paulo) 4 gols (3) - Igor Marçal (São Cristóvão Futebol e Regatas) - Alan Silva (Bahia) - Edson (CENE) 3 gols (3) - Italo Bruno (São Cristóvão Futebol e Regatas) - Pedro Henrique (Predefinição:Botafogo Futebol) - Ricardo Henrique (CENE) |